# Anita Skorgan

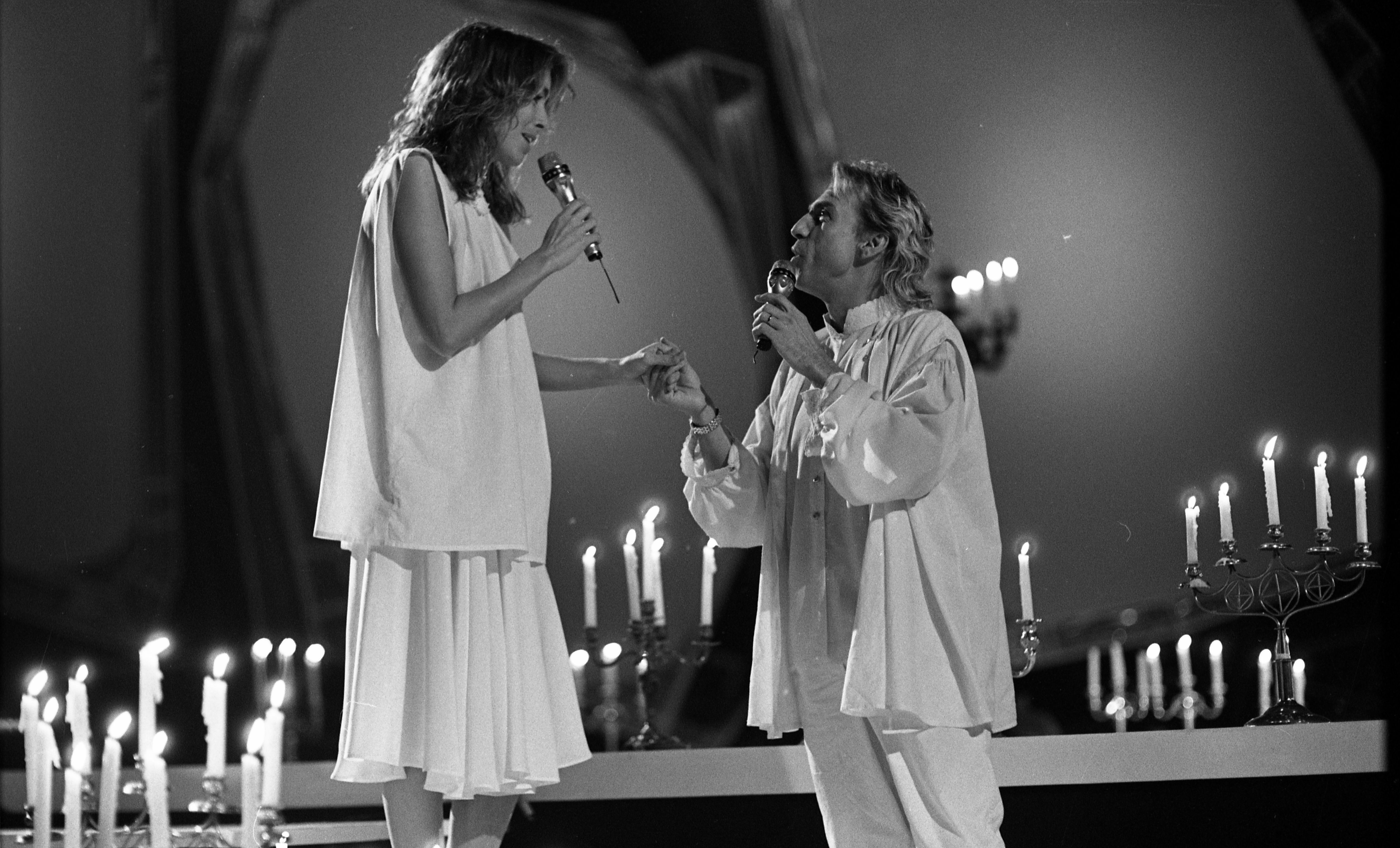
Anita Skorgan mit Jahn Teigen (1986)

Anita Skorgan (* 13. November 1958) ist eine norwegische Singer-Songwriterin und mehrmalige Teilnehmerin beim Eurovision Song Contest für Norwegen.

## Eurovision Song Contests
Als Gewinnerin des Melodi Grand Prix durfte sie erstmals beim Eurovision Song Contest 1977 in London antreten. Mit dem Schlager Casanova erreichte sie den 14. Platz. Zwei Jahre später, beim Eurovision Song Contest 1979 in Jerusalem, ging sie mit dem Popsong Oliver auf Platz 11. Beim Eurovision Song Contest 1981 nahm sie als Backgroundsängerin für Finn Kalvik teil. In Harrogate, beim Eurovision Song Contest 1982 sang sie mit ihrem damaligen Lebensgefährten Jahn Teigen die Ballade Adieu. Das Paar erreichte Platz 12. Ein Jahr später, beim Eurovision Song Contest 1983 in München, war sie Co-Autorin für Jahn Teigens Titel Do re mi und wieder im Backgroundchor. Beim Eurovision Song Contest 1988 in Dublin war sie Co-Autorin für Karoline Krügers Song For vår jord und im Backgroundchor.

## Diskografie

### Alben
| Jahr | Titel                           | Höchstplatzierung, Gesamtwochen, AuszeichnungChartsChartplatzierungen (Jahr, Titel, Platzierungen, Wochen, Auszeichnungen, Anmerkungen) | Anmerkungen     |
| Jahr | Titel                           | NO | Anmerkungen     |
| ---- | ------------------------------- | --- | --------------- |
| 1976 | Du er nær meg                   | NO16 (5 Wo.)NO |                 |
| 1977 | Young Girl                      | NO12 (6 Wo.)NO |                 |
| 1981 | Pastell                         | NO21 (19 Wo.)NO |                 |
| 1983 | Cheek To Cheek                  | NO1 (17 Wo.)NO | mit Jahn Teigen |
| 1985 | Karma                           | NO10 (4 Wo.)NO |                 |
| 1987 | White Magic                     | NO6 (7 Wo.)NO |                 |
| 1994 | Julenatt                        | NO13 (6 Wo.)NO |                 |
| 2009 | Hele veien - 47 utvalgte sanger | NO4 (8 Wo.)NO |                 |
| 2011 | På gyllen grunn                 | NO25 (2 Wo.)NO |                 |
| 2013 | La høsten være som den er       | NO5 (5 Wo.)NO |                 |

Weitere Alben
- 1979: Anita Skorgan

### Singles
| Jahr | Titel Album                                      | Höchstplatzierung, Gesamtwochen, AuszeichnungChartsChartplatzierungen (Jahr, Titel, Album, Platzierungen, Wochen, Auszeichnungen, Anmerkungen) | Anmerkungen     |
| Jahr | Titel Album                                      | NO | Anmerkungen     |
| ---- | ------------------------------------------------ | --- | --------------- |
| 1977 | Casanova –                                       | NO4 (15 Wo.)NO |                 |
| 1979 | Oliver Anita Skorgan                             | NO6 (10 Wo.)NO |                 |
| 1982 | Adieu Klar Dag / Instamatik                      | NO3 (6 Wo.)NO | mit Jahn Teigen |
| 1983 | Friendly Cheek To Cheek                          | NO2 (13 Wo.)NO | mit Jahn Teigen |
| 2009 | I denne julenatt Hele veien - 47 utvalgte sanger | NO19 (2 Wo.)NO |                 |